# Kościół św. Bernarda w Kęsowie
Kościół świętego Bernarda – rzymskokatolicki kościół filialny należący do parafii Chrystusa Króla w Jeleńczu (dekanat Kamień Krajeński diecezji pelplińskiej).
Jest to świątynia wzniesiona jako kościół ewangelicki w latach 1908-1910 ze środków pruskiej Komisji Kolonizacyjnej. Poświęcona została w 5 września 1913 roku. W latach 1915–1932 miała trzech pastorów zamieszkujących w Kęsowie. Byli to: Hans von Stein, Johann Schroeter i Albert Pahl. Później obsługiwali parafię pastorowie z Tucholi i Kamienia Krajeńskiego. Po wojnie świątynię przejęli katolicy. Została konsekrowana w 1949 roku.
W latach 2009–2010 były prowadzone prace przy wymianie dachu w świątyni. Środki finansowe zostały pozyskane z Programu Rozwoju Obszarów Wiejskich na lata 2007-13, natomiast pozostała część pieniędzy pochodziła ze środków własnych parafii.